# Finneland
Finneland est une commune allemande de l'arrondissement du Burgenland, Land de Saxe-Anhalt.

## Géographie
La commune regroupe les quartiers de Borgau, Kahlwinkel, Marienroda, Steinburg et Saubach.
|             | Kaiserpfalz       |           |
| Finne       | Finneland         | Bad Bibra |
| Hardisleben | An der Poststraße |           |

La Bundesstraße 176 traverse son territoire.

## Histoire
Finneland est né de la réunion de Kahlwinkel, Saubach et Steinburg en juillet 2009.
Saubach est mentionné pour la première fois en 876, Borgau en 1209, Steinburg en 1306, Kahlwinkel en 1430 et Marienroda en 1486.